# 西伯克郡
西伯克郡（英語：West Berkshire），英國英格蘭東南區域的二級行政區（區級），擁有單一管理區地位，有150,700人口，佔地704.17平方公里，行政總部位於紐伯里。名譽的伯克郡（一級行政區─郡級）包含西伯克郡。
「紐伯里」（Newbury）在1974年設立，是伯克郡的非都市區之一，於1998年升格為單一管理區，更名為「西伯克郡」。

## 地方沿革

### 1960年代或以前
《1894年地方政府法案》在1894年4月1日生效，全數廢除574個衛生區（Sanitary District，包括：鎮衛生區、鄉衛生區），被692個新的鄉區取締。以現今西伯克郡的範圍為例：紐伯里鄉衛生區被廢除，新設紐伯里鎮區；布拉德菲爾德鄉衛生區被廢除，新設布拉德菲爾德鎮區；亨格福德鄉衛生區被廢除，新設亨格福德鎮區。
《1933年地方政府法案》規定英格蘭的一級地方政府分為行政郡（包括伯克郡）或郡自治市鎮2種，而行政郡下轄的次級行政區必須是非郡自治市鎮（non-county borough）、鎮區（urban district）或鄉區（rural districts）3種，所以伯克郡產生了6個非郡自治市鎮，其中紐伯里在現今西伯克郡的範圍（其餘5個包括：阿賓登、梅登黑德、新温莎、沃靈福德、沃金厄姆）。

### 1970－1980年代
1971年2月，英國政府推出英格蘭行政區劃改革的白皮書《英格蘭地方政府：政府對於改組的建議》，諮詢公眾意見。伯克郡的改革在白皮書的「範圍39」（Area 39）部分，在諮詢期結束後沒作變動。
隨後，英國政府遞交正式的法案《1972年地方政府法案》交予英國國會審議並獲通過，在1974年4月1日生效：所有郡自治市鎮（包括紐伯里）被廢除；伯克郡的11個鎮區合併成6個非都市區，其一為「紐伯里」（今西伯克郡）。
1974年，多個區（district）級地方政府自治體獲英國樞密院頒發皇家特許狀（royal charter），擁有「自治市鎮」（borough）的榮譽頭銜。當時伯克郡的6個非都市區，只有雷丁、沃金厄姆、温莎-梅登黑德、斯勞（共4個）在1974年獲自治市鎮地位；布拉克內爾在1988年獲之；紐伯里至今仍未之。

### 1990年代－

#### 升格的背景、經過
《1992年地方政府法案》設立的英格蘭地方政府委員會在1992－2002年編寫改革英格蘭行政區劃的報告。1994年12月，委員會出版《伯克郡未來地方政府的最終建議》，與紐伯里（今西伯克郡）相關的有：建議廢除伯克郡議會；紐伯里升格為單一管理區，並更名為「西伯克郡」。伯克郡議會原本支持建議，但後來郡議會內的政治力量變動，1995年3月起，較多議員反對建議，更入稟法院（循司法途徑），高等法院裁定《最終建議》的「單一管理區」部分無效，但終審法院推翻高等法院的判決，該部分回復法律效力。英國政府接納建議。
繁複的司法程序使單一管理區的推行由1997年4月1日延遲至1998年4月1日執行。《1996年伯克郡（結構變化）法令》在1998年4月1日生效，紐伯里升格為單一管理區（有獨立於郡的地方議會），並更名為「西伯克郡」，伯克郡議會被廢除。
|  |  |

#### 從屬
每一個名譽郡都有一個代表英國皇室但沒有實權的郡尉（Lord Lieutenant）常駐，名譽的伯克郡包含西伯克郡、雷丁、沃金厄姆、布拉克內爾森林、温莎-梅登黑德、斯勞在內。非都市郡與單一管理區沒有從屬關係，以上6個單一管理區已脫離非都市的伯克郡，行政上與任何英格蘭的郡也互不相干。伯克郡再沒有管轄任何地方；從行政的角度看，伯克郡只是地理名詞而已。

## 人口、面積
關於伯克郡各次級行政區的人口、面積、人口密度比較表，見伯克郡#行政區劃。

## 城鎮
伯克郡沒有城市（City），但有13個鎮（Town），西伯克郡佔其2。以下2個鎮按人口多寡編號（在13個鎮裡的排名），在下圖中分別代表她們在伯克郡的位置。直接點擊地圖上的編號即可進入該鎮的主條目。
關於整個伯克郡共13個鎮以及周邊行政區各鎮的分佈情況，見伯克郡#城鎮。
| 編號 | 地名（中譯） | 地名（原文） | 人口   |
| ---- | ------------ | ------------ | ------ |
| 7    | 紐伯里       | Newbury      | 28,339 |
| 10   | 薩徹姆       | Thatcham     | 22,824 |

| 伯克郡地理圖（西伯克郡是紅點所在）                                                                                | 伯克郡行政區劃圖                                                           |
| 710class=notpageimage\| 圖例： - 灰色 （■）：市區 - 奶黃色 （■）：郊區 - 淺藍色 （■）：水體 - 靛色長條（■）：公路 | 1. 西伯克郡 2. 雷丁 3. 沃金厄姆 4. 布拉克內爾森林 5. 温莎-梅登黑德 6. 斯勞 |

## 相片集
|  |  |  |

## 外部連結
- （英文） 西伯克郡議會（页面存档备份，存于）

51°24′01″N 0°19′19″W / 51.40028°N 0.32194°W